# Dunborstgräs
Dunborstgräs (Pennisetum villosum) är en gräsart som beskrevs av Johann Baptist Georg Wolfgang Fresenius. Enligt Catalogue of Life ingår Dunborstgräs i släktet borstgräs och familjen gräs, men enligt Dyntaxa är tillhörigheten istället släktet borstgräs och familjen gräs. Arten förekommer tillfälligt i Sverige, men reproducerar sig inte. Inga underarter finns listade i Catalogue of Life.

## Bildgalleri

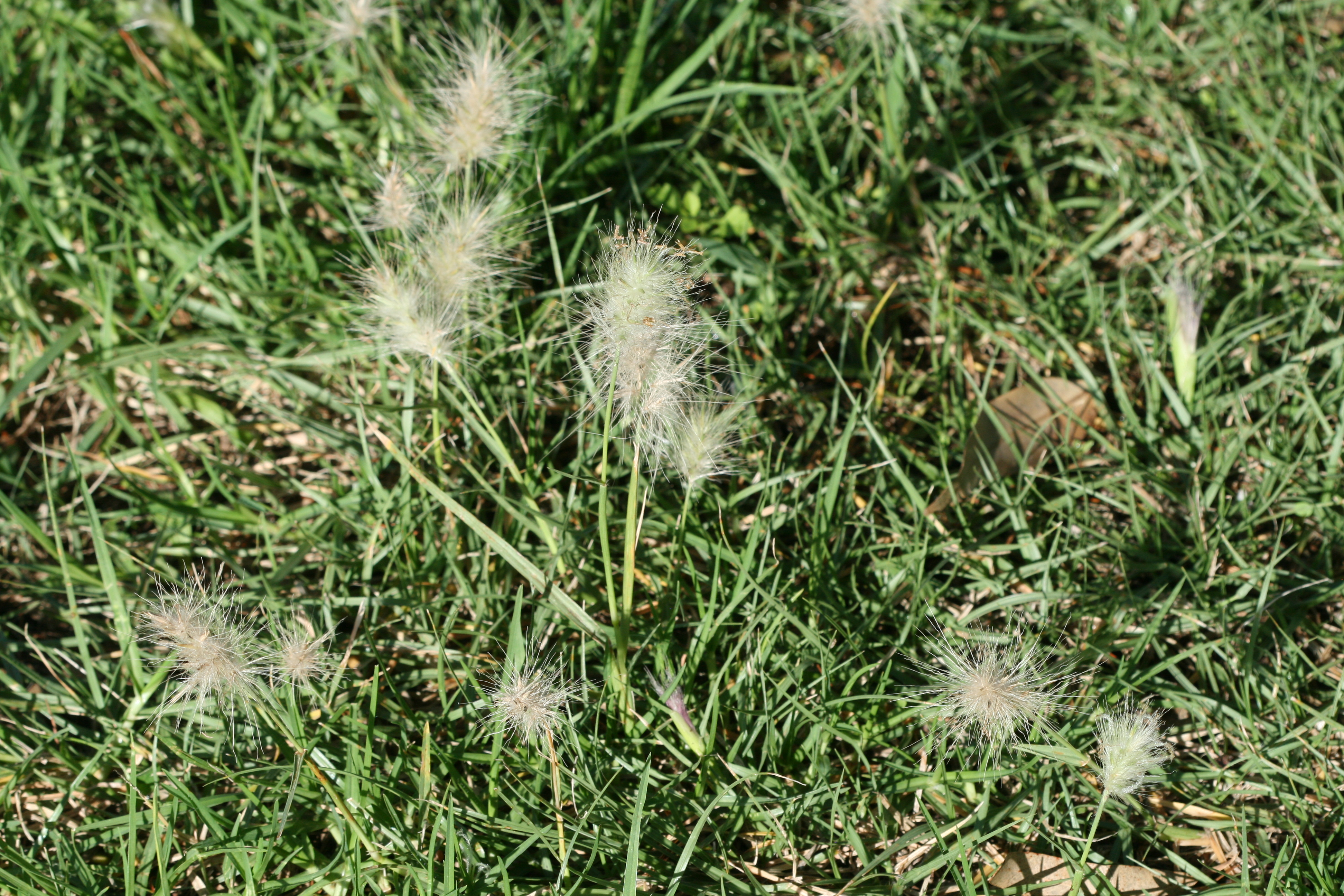
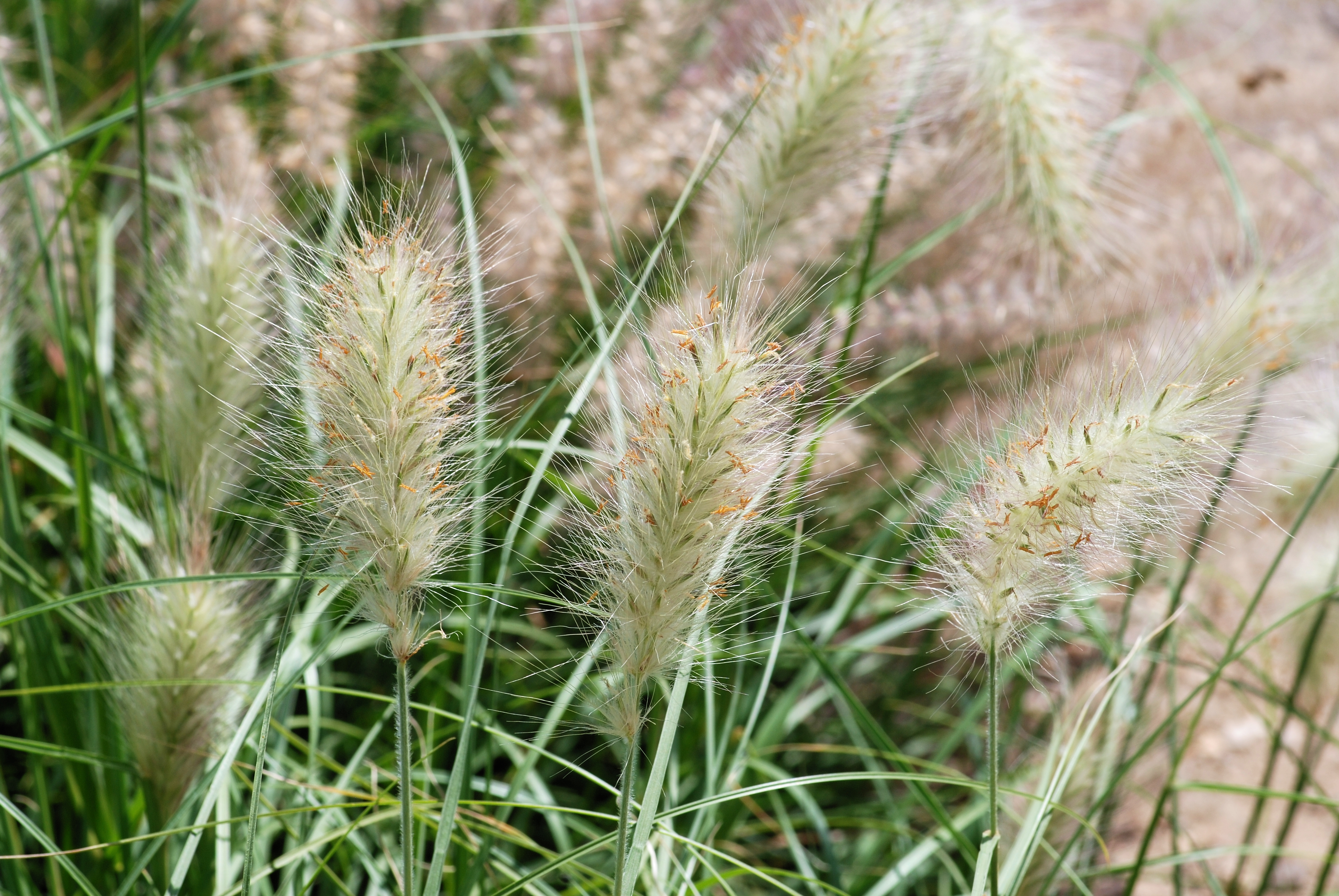
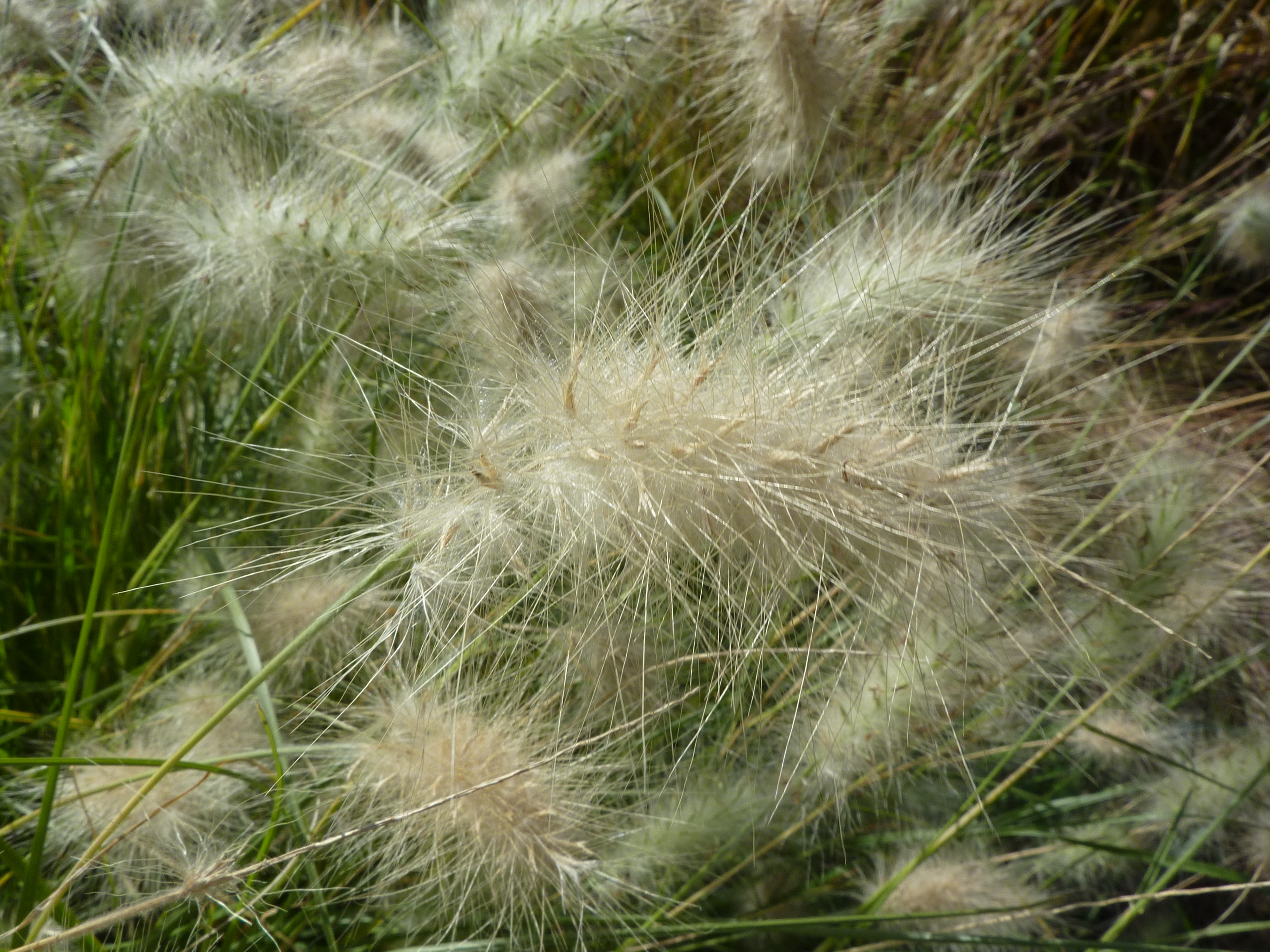
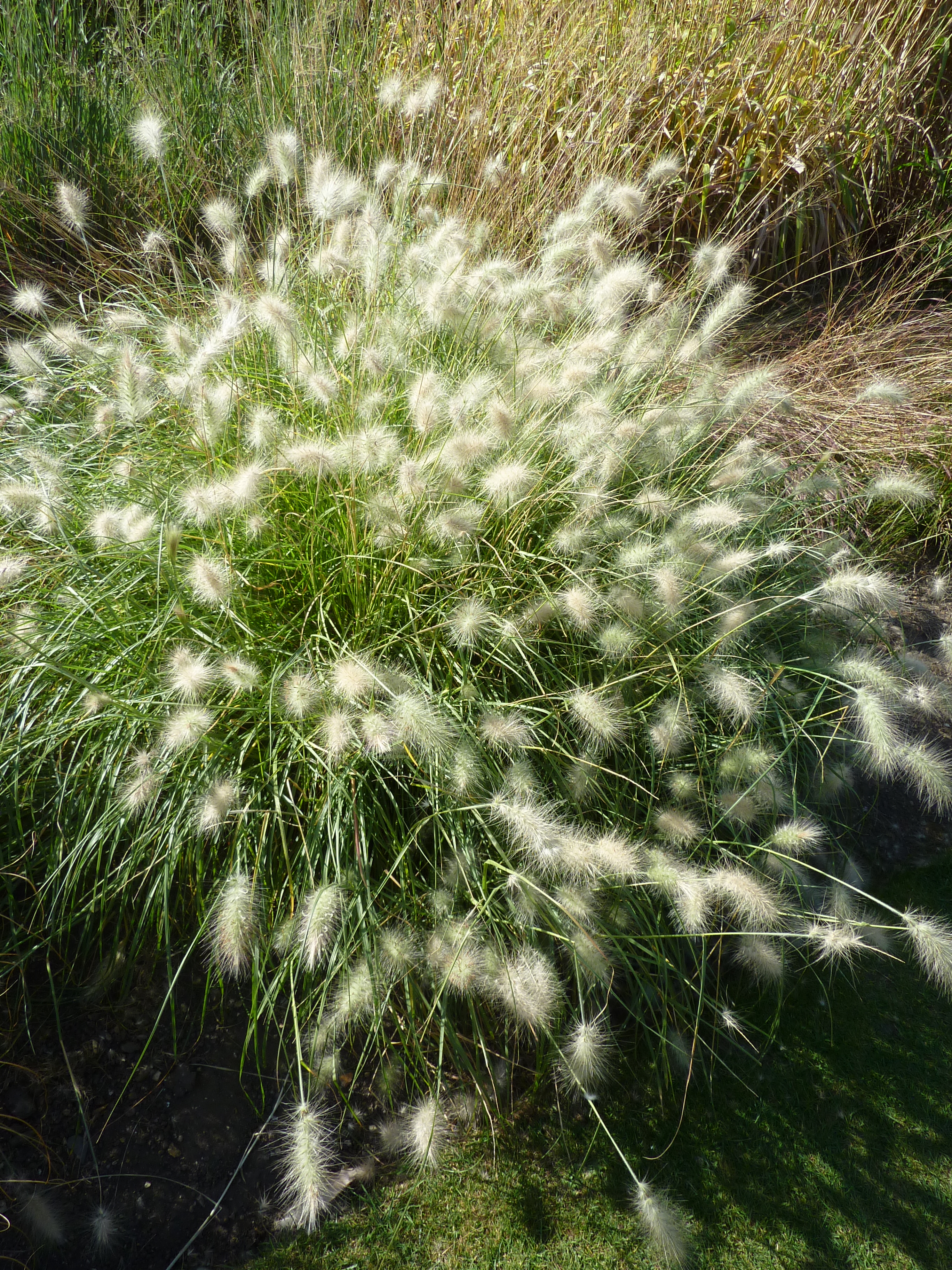
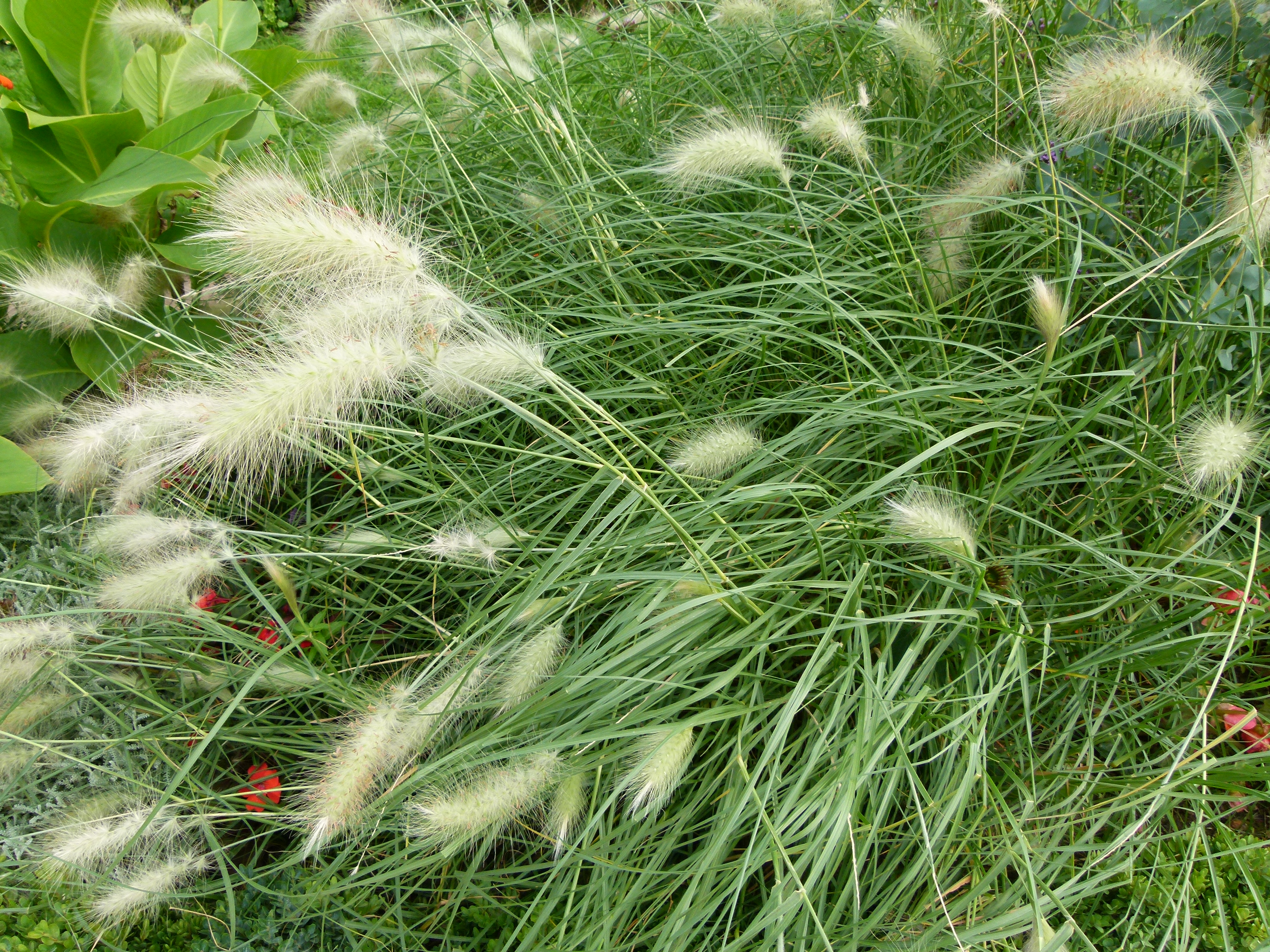